# 칭다오시
칭다오(청도, 중국어 간체자: 青岛, 정체자: 靑島, 병음: Qīngdǎo)는 중화인민공화국 산둥성의 부성급시이다. 산둥반도 남부에 위치한 산업 도시이며, 군항이다. 면적 11,026km2, 인구 838만명이다.
지역의 이름을 딴 칭다오맥주와 라오산(崂山)의 깨끗한 광천수로 유명한 도시이다. 중국에서 네 번째로 큰 항구 도시로서, 지방 정부와 동등한 경제권을 가지고 있다.
해양성 기후의 특성을 가지고 있어서 겨울에는 따뜻하고 여름에는 시원하다. 연평균 기온은 12°C이고, 연평균 강수량은 776mm이다. 비교적 사계절이 뚜렷하며, 여행하기에 좋은 계절은 봄과 가을이다.

## 역사

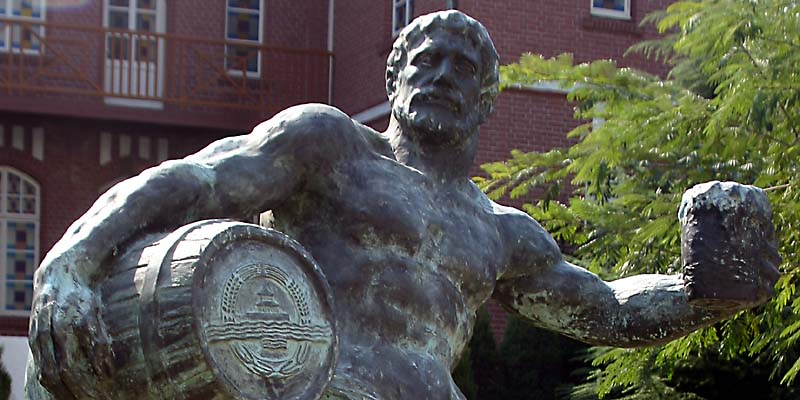
칭다오 맥주 박물관 앞에 놓인 디오니소스상

역사적으로 산둥반도의 항구는 북부에 집중했다. 그중 칭다오는 교오로 불렸고 어촌에 지나지 않았다. 청나라 말기인 1891년에 이곳이 군사시설이 건설되면서 발전이 시작되었다. 청일 전쟁 후, 삼국 간섭으로 중국에서 이권을 차지한 독일 제국은 1897년 칭다오 일대를 조차하면서 산둥반도 일대를 세력하에 두었다.
독일은 칭다오를 극동의 근거지로 삼았고, 산둥반도 일대를 독일의 세력 아래 두었다. 1898년 독일에 의해 개항된 이후 그 영향으로 도시가 마치 작은 독일에 온 듯한 느낌을 갖게 한다. 이 이유 때문에 '중국 속의 유럽'이라고 불리는 곳 중 하나다. 칭다오에 남아 있는 서양풍의 건물이나 칭다오 맥주는 당시 독일의 흔적이다.

## 지리와 기후
칭다오는 산둥반도의 남쪽 해안에 면해 있다. 북동쪽으로 옌타이, 서쪽으로 웨이팡, 남서쪽으로 르자오와 접한다. 도시 주변 및 경계 지역이 산지인 데 반해 사람들이 거주하는 지역은 상대적으로 평평하다. 시에서 가장 높은 곳은 해발 고도 1,133m이고 총 면적의 15.5%가 고지대이고 언덕이 25.1%, 평야가 37.8%, 저지대가 21.7%를 차지한다. 도시는 730.64km 길이의 해안선이 있다. 총 길이 50km이 넘는 5개의 주요 강이 이 지역을 흐른다.
칭다오는 계절풍의 영향을 받는 온대 하우 기후(Cwa)이다. 겨울은 춥고 때때로 눈이 오며 바람이 불고 기온은 영점 주변을 맴돈다. 여름은 일반적으로 덥고 습하나 아주 더운 날은 드물다. 해안에 근접해 있고 반도에 있어서 중국 중앙의 대부분 지역과 비교해서 봄이 한 달 늦게 찾아온다. 반대로 가을은 내륙 지역에 비해 훨씬 온화하다. 수온은 8월 말에 25 °C로 최고로 올라가고 전후 두 달 동안 수영이 가능하다.
| 칭다오시 (1991년~2020년)의 기후 | 칭다오시 (1991년~2020년)의 기후 | 칭다오시 (1991년~2020년)의 기후 | 칭다오시 (1991년~2020년)의 기후 | 칭다오시 (1991년~2020년)의 기후 | 칭다오시 (1991년~2020년)의 기후 | 칭다오시 (1991년~2020년)의 기후 | 칭다오시 (1991년~2020년)의 기후 | 칭다오시 (1991년~2020년)의 기후 | 칭다오시 (1991년~2020년)의 기후 | 칭다오시 (1991년~2020년)의 기후 | 칭다오시 (1991년~2020년)의 기후 | 칭다오시 (1991년~2020년)의 기후 | 칭다오시 (1991년~2020년)의 기후 |
| 월                              | 1월                             | 2월                             | 3월                             | 4월                             | 5월                             | 6월                             | 7월                             | 8월                             | 9월                             | 10월                            | 11월                            | 12월                            | 연간                            |
| ------------------------------- | ------------------------------- | ------------------------------- | ------------------------------- | ------------------------------- | ------------------------------- | ------------------------------- | ------------------------------- | ------------------------------- | ------------------------------- | ------------------------------- | ------------------------------- | ------------------------------- | ------------------------------- |
| 역대 최고 기온 °C (°F)          | 12.9 (55.2)                     | 19.6 (67.3)                     | 21.5 (70.7)                     | 25.2 (77.4)                     | 34.2 (93.6)                     | 34.4 (93.9)                     | 37.4 (99.3)                     | 34.3 (93.7)                     | 33.2 (91.8)                     | 28.4 (83.1)                     | 22.1 (71.8)                     | 16.2 (61.2)                     | 37.4 (99.3)                     |
| 일평균 최고 기온 °C (°F)        | 3.4 (38.1)                      | 5.6 (42.1)                      | 10.0 (50.0)                     | 15.7 (60.3)                     | 21.1 (70.0)                     | 24.3 (75.7)                     | 27.6 (81.7)                     | 28.7 (83.7)                     | 25.8 (78.4)                     | 20.2 (68.4)                     | 12.8 (55.0)                     | 5.9 (42.6)                      | 16.8 (62.2)                     |
| 일일 평균 기온 °C (°F)          | 0.2 (32.4)                      | 2.1 (35.8)                      | 6.2 (43.2)                      | 11.6 (52.9)                     | 17.1 (62.8)                     | 20.8 (69.4)                     | 24.7 (76.5)                     | 25.6 (78.1)                     | 22.3 (72.1)                     | 16.6 (61.9)                     | 9.5 (49.1)                      | 2.7 (36.9)                      | 13.3 (55.9)                     |
| 일평균 최저 기온 °C (°F)        | −2.4 (27.7)                     | −0.6 (30.9)                     | 3.4 (38.1)                      | 8.7 (47.7)                      | 14.1 (57.4)                     | 18.5 (65.3)                     | 22.7 (72.9)                     | 23.4 (74.1)                     | 19.5 (67.1)                     | 13.7 (56.7)                     | 6.7 (44.1)                      | 0.1 (32.2)                      | 10.7 (51.2)                     |
| 역대 최저 기온 °C (°F)          | −14.3 (6.3)                     | −12.1 (10.2)                    | −6.2 (20.8)                     | −1.6 (29.1)                     | 6.1 (43.0)                      | 12.0 (53.6)                     | 13.6 (56.5)                     | 16.3 (61.3)                     | 10.1 (50.2)                     | 1.9 (35.4)                      | −7.2 (19.0)                     | −11.3 (11.7)                    | −14.3 (6.3)                     |
| 평균 강수량 mm (인치)           | 10.3 (0.41)                     | 15.7 (0.62)                     | 18.0 (0.71)                     | 34.0 (1.34)                     | 64.1 (2.52)                     | 70.7 (2.78)                     | 159.1 (6.26)                    | 159.6 (6.28)                    | 69.4 (2.73)                     | 35.5 (1.40)                     | 35.2 (1.39)                     | 14.8 (0.58)                     | 686.4 (27.02)                   |
| 평균 강수일수 (≥ 0.1 mm)        | 2.8                             | 4.0                             | 4.6                             | 6.5                             | 7.7                             | 8.7                             | 11.6                            | 10.9                            | 7.2                             | 5.3                             | 5.2                             | 3.6                             | 78.1                            |
| 평균 강설일수                   | 3.8                             | 3.3                             | 1.6                             | 0.2                             | 0                               | 0                               | 0                               | 0                               | 0                               | 0                               | 0.7                             | 2.7                             | 12.3                            |
| 평균 상대 습도 (%)              | 63                              | 65                              | 65                              | 67                              | 71                              | 82                              | 86                              | 82                              | 71                              | 64                              | 64                              | 63                              | 70                              |
| 평균 월간 일조시간              | 160.4                           | 164.9                           | 208.6                           | 219.1                           | 234.3                           | 186.0                           | 168.3                           | 194.5                           | 201.1                           | 202.1                           | 163.4                           | 158.5                           | 2,261.2                         |
| 가능 일조율                     | 52                              | 53                              | 56                              | 56                              | 54                              | 43                              | 38                              | 47                              | 55                              | 59                              | 54                              | 53                              | 52                              |
| 출처: 중국기상국                |                                 |                                 |                                 |                                 |                                 |                                 |                                 |                                 |                                 |                                 |                                 |                                 |                                 |

## 인구
| 연도                                                                    | 인구      | ±%       |
| ----------------------------------------------------------------------- | --------- | -------- |
| 1913                                                                    | 58,000    | —        |
| 1953                                                                    | 916,846   | +1480.8% |
| 1964                                                                    | 1,383,433 | +50.9%   |
| 1982                                                                    | 4,227,594 | +205.6%  |
| 1990                                                                    | 6,663,989 | +57.6%   |
| 2000                                                                    | 7,494,194 | +12.5%   |
| 2010                                                                    | 8,715,100 | +16.3%   |
| Population size may be affected by changes on administrative divisions. |           |          |

### 민족
| 민족      | 인구      | 비율(%) |
| --------- | --------- | ------- |
| 한족      | 8,638,387 | 99.12%  |
| 조선족    | 40,015    | 0.46%   |
| 만주족    | 13,511    | 0.16%   |
| 후이족    | 5,986     | 0.07%   |
| 몽골족    | 4,466     | 0.05%   |
| 위구르족  | 2,401     | 0.03%   |
| 먀오족    | 1,860     | 0.02%   |
| 기타 민족 | 8,474     | 0.10%   |

## 행정 구역

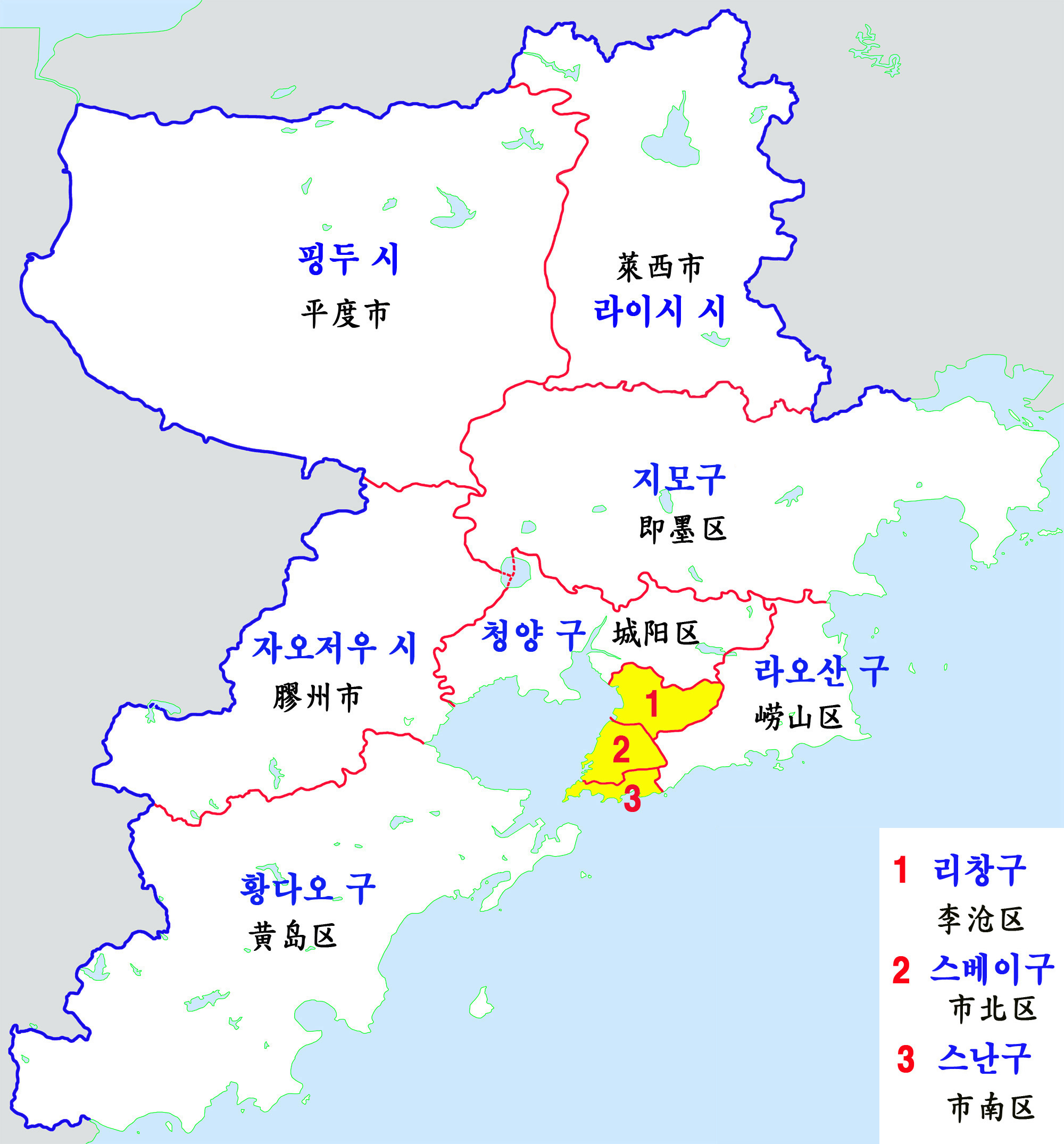
칭다오시 현급 행정 구역

### 시할구

#### 도시지역
- 스난구（市南区)
- 스베이구(市北区)
- 라오산구(崂山区)
- 리창구(李沧区)

#### 근교지역
- 청양구(城阳区)
- 황다오구(黄岛区）
- 지모구(即墨区)

### 현급시
- 자오저우시胶州市)
- 핑두시(平度市)
- 라이시시(莱西市)

## 경제
2008년 1인당 GDP는 52,895위안(7,745달러)였다. GDP는 해마다 16%씩 지속적으로 성장하고 있다. 국제적으로 칭다오는 아마도 1903년에 독일 정착민들에 의해 생산이 시작된 칭다오 맥주로 가장 잘 알려져 있을 것이다. 또한 거대 백색가전 제조업체인 하이얼과 주요 전기 회사인 하이센스의 본사가 있는 곳이다. 2002년에 기타 제조업체인 에피폰이 칭다오에 공장을 열었다.
1984년에 중국 정부는 칭다오의 구를 경제 특구로 명명했다. 구를 따라 도시 전체는 2차 산업과 3차 산업의 놀라운 발전을 경험했다. 성의 주요 무역항으로써 칭다오는 외국인 투자와 국제 무역으로 번영하고 있다. 한국과 일본은 특히 도시에 막대한 투자를 했다. 대략 8만 명의 한국인들이 이곳에 거주하고 있다.
1차 산업에 대해서 칭다오는 200 km2의 경지가 있는 것으로 추정된다. 칭다오의 해안선은 구불구불해서 물고기, 새우 및 다른 바다 자원의 귀중한 어장을 가지고 있다. 칭다오에는 또한 다양한 광물 자원이 있다. 30여가지의 광물이 매장되어 있다. 칭다오의 풍력 발전은 지역 내에서 최고 수준을 자랑한다. 도시에는 또한 수많은 제분소가 있다.

## 관광
칭다오는 황해에 접하여 있고, 삼면이 바다로 둘러싸여 있다. 칭다오는 산의 도시이기도 하며, 시내에 라오산(崂山)을 비롯해 다쩌산(大泽山), 다사오주산(大小珠山) 등이 끊임없이 이어져 있다. 또한 유명한 여행 도시인 칭다오는, 바다를 주제로 하여, 산과 바다와 도시가 하나 되어 특색 있는 여행 자원을 형성하고 있다.
해변 휴양 도시인 칭다오에는 잔차오(栈桥), 샤오칭다오(小青岛)와 “세계 건축 박람(万国建筑博览)”으로 유명한 팔대관(八大关) 관광 지구가 있다. 동부에는 스라오런(石老人)이라는 국가급 휴양지와 차츰 형성되고 있는 신도시가 있다. 이러한 자연, 인문 경관은 칭다오 여행에 무한한 매력을 더해 주고 있다. 라오산(崂山)은 도교로 이름난 산이며 풍경의 변환이 무궁하다. 해발 1,133m 정도 되며, 중국 해안선 상에서 유일하게 해발 1,000m 이상인 산봉우리로 '해상 제일의 산(海上名山第一)'이라는 칭호가 있다. 1982년, 국무원은 칭다오의 라오산산을 국가 풍경 명승 구역으로 지정하였고, 1992년에는 스라오런 해수욕장을 국가급 휴양지로 준비하였다.
후이취안만에는 주요 관광지로 루쉰 공원와 칭다오 아쿠아리움이 위치해 있다.

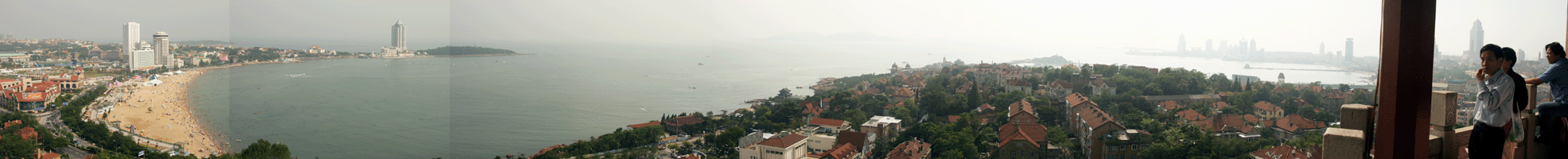
후이취안만 파노라마 사진

## 교통
칭다오 류팅 국제공항을 통하여 국내 도시와 서울, 오사카 등 외국 도시와 연결된다. 칭다오에서 선박 편으로 인천 등지로 갈 수도 있다.
2015년 12월 16일에는 칭다오 지하철이 개업했다.

## 대한민국과의 관계
대구광역시와 우호 관계를 맺었으며, 전 축구 감독 김정남이 청도 해우(海牛, Hainiu) 프로 축구단의 감독을 역임한 곳이다. 그리고 주칭다오 대한민국 총영사관은 1994년 9월 12일에 개관하였다. 거주 한국인 숫자는 약 8만 명에 달한다.

## 자매 도시
- 대한민국 대구광역시
- 대한민국 울산광역시
- 일본 시모노세키
- 미국 롱비치
- 대한민국 경상북도 경산시
- 대한민국 강원특별자치도 횡성군
- 미국 마이애미
- 멕시코 아카풀코
- 아일랜드 골웨이
- 칠레 푸에르토몬트
- 우크라이나 오데사
- 필리핀 일로일로
- 우루과이 몬테비데오
- 스페인 빌바오
- 러시아 상트페테르부르크
- 영국 사우샘프턴
- 리투아니아 클라이페다
- 독일 빌헬름스하펜
- 조선민주주의인민공화국 신양군

## 우호교류 도시
- 대한민국 평택시
- 조선민주주의인민공화국 평강군

## 같이 보기
- 산둥성